# Christian Ludwig I. (Mecklenburg)

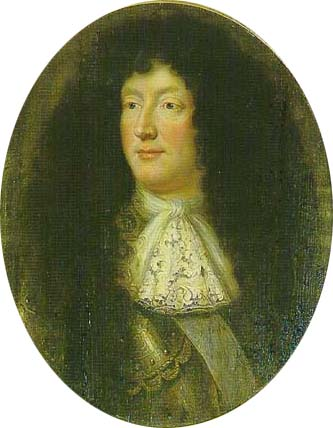
Christian Ludwig I.

 Christian Ludwig I., Herzog zu Mecklenburg [-Schwerin] (* 1. Dezember 1623 in Schwerin; † 11. Junijul. / 21. Juni 1692greg. in Den Haag) war regierender Herzog zu Mecklenburg im Landesteil Mecklenburg-Schwerin.

## Leben
Christian war der erstgeborene Sohn des Herzogs Adolf Friedrich I. und dessen Frau Anna Maria (1601–1634), Tochter des Grafen Enno von Ostfriesland.
Er wurde schon am 26. August 1625 zum Koadjutor des Stifts Schwerin postuliert. Dieses fiel jedoch 1628 als Lehen an Wallenstein. Mit dem Tod des Administrators Ulrich von Dänemark (1611–1633) am 12. August 1633 wurde der damals neunjährige Christian rechtlich Administrator des Stifts. Das Stiftsgebiet war jedoch aus den Händen Wallensteins in die der Schweden gefallen, und diese hielten es für die Dauer des Krieges besetzt. Erst der Westfälische Friede brachte 1648 eine Klärung der Verhältnisse, indem die beiden Bistümer Ratzeburg und Schwerin säkularisiert und als Ausgleich für die an Schweden gefallenen Territorien um Wismar Mecklenburg-Schwerin zugesprochen wurden.
Nach dem Tod des Vaters übernahm er am 27. Februar 1658 die alleinige Herrschaft im Teilherzogtum Mecklenburg-Schwerin. 1662 ging er nach Paris an den Hof von Ludwig XIV. Dort trat er am 29. September 1663 zur katholischen Kirche über und nahm am folgenden Tag bei der Firmung von seinem Firmpaten König Ludwig XIV. den Beinamen Louis an. Später unterzeichnete er vielfach nur mit Christian. Er starb in Den Haag am 11. Junijul. / 21. Juni 1692greg.. Sein Leichnam wurde mit dem Schiff nach Dömitz gebracht, dann über Schwerin am 24. August nach Doberan. Dort wurde er im Münster bestattet.
Christian Ludwig war zweimal verheiratet, einmal mit Christine Margarete (1615–1666), der zweiten Tochter Johann Albrechts II. Diese war zuerst am 11. Februarjul. / 21. Februar 1640greg. mit dem Herzog Franz Albrecht von Sachsen-Lauenburg vermählt († 10. Juni 1642 an den Verwundungen in der Schlacht von Schweidnitz). Am 6. Juli 1650 wurde sie in Hamburg mit Christian verheiratet, aber durch ein von diesem (Christian) eigens hierzu niedergesetztes geistliches Gericht wegen böswilliger Verlassung am 19. October 1660 (da sie in einer ihr gelassenen zweimonatlichen Frist nicht zu ihrem Gemahl zurückkehrte) wieder von ihm geschieden. Diese Scheidung wurde von ihr nie anerkannt, aber im Sommer 1663 von zehn Professoren des kanonischen Rechts an der Universität Paris für rechtmäßig erklärt und in päpstlicher Vollmacht vom 6. August am 3. Oktober 1663 bestätigt.
Seine zweite Frau war Elisabeth Angélique de Montmorency, Duchesse de Coligny, (* 1626). Diese war in erster Ehe mit Gaspard, Sohn des Herzogs von Coligny, verheiratet, der am 9. Februar 1649 während der Fronde bei Charenton starb. Der Tag ihrer Vermählung mit Christian Ludwig ist nicht bekannt, wahrscheinlich ist der 3. März 1664. Sie starb am 14. Januarjul. / 24. Januar 1695greg. in Paris. Beide Ehen blieben kinderlos, so dass Christians Neffe Friedrich Wilhelm (I.), der älteste Sohn von Herzog Friedrich zu Mecklenburg, sein Nachfolger wurde.
Im Auftrag Christian Ludwigs wurde 1660 nahe dem Ratzeburger Dom – der zu seinem Herrschaftsgebiet gehörte – ein Lustschloss für ihn errichtet. 1664 ließ er beim berühmten Amsterdammer Kartenverlag Johan Blaeu den Rostocker Großen Atlas fertigen, mit 1,67 m Höhe und 2,04 m Breite (aufgeschlagen) eines der größten Kartenwerke der Welt.